# Edgar Lobel
Edgar Lobel (* 12. Dezemberjul. / 24. Dezember 1888greg. in Iași, Königreich Rumänien; † 7. Juli 1982 in Oxford) war ein britischer Klassischer Philologe und Papyrologe.

## Leben
Edgar Lobel studierte von 1907 bis 1911 am Balliol College der Universität Oxford Philologie. Während seines Studiums gewann er verschiedene Preise, darunter Reisestipendien, die ihm Forschungsaufenthalte in ganz Europa ermöglichten. Er hielt sich auch in Berlin bei dem Papyrologen Wilhelm Schubart auf. 1915 erhielt Lobel ein Forschungsstipendium für das Queen’s College. Von 1919 bis 1939 arbeitete er daneben als Unterbibliothekar an der Bodleian Library. Ab 1927 war er Fellow am Queen’s College. Seit 1936 hielt er Vorlesungen als Reader in Papyrology. Anlässlich seiner Pensionierung (1954) wurde er zum Honorary Fellow des Queen’s College ernannt und erhielt die Doktorwürde (Doctor of Literature) der Universität Cambridge. Das Balliol College ernannte ihn 1959 ebenfalls zum Honorary Fellow.
Lobels Verdienste liegen besonders in der kritischen Auswertung der griechischen Papyrusfunde des 19. und 20. Jahrhunderts. Seine Ausgaben der Fragmente von Sappho (1925) und Alkaios (1927) gaben erstmals einen verlässlichen, von übereilter Konjekturalkritik freien Text. Seit 1941 gab er die Oxyrhynchus Papyri heraus. Gemeinsam mit Denys Lionel Page veröffentlichte er 1955 die Poetarum Lesbiorum Fragmenta, in denen er den Text von Sappho und Alkaios erneut bearbeitete.
Als Spezialist für griechische Paläografie beschäftigte sich Lobel auch mit der Überlieferungsgeschichte anderer Autoren, darunter Hesiod, Pindar, Aischylos, Aristoteles und Kallimachos.
Edgar Lobel war seit 1927 mit der Historikerin Mary Lobel verheiratet.